# Cyclopodia
Cyclopodia är ett släkte av tvåvingar. Cyclopodia ingår i familjen lusflugor.

## Arter inomCyclopodia[1]
- Cyclopodia albertisii
- Cyclopodia arabica
- Cyclopodia aspinosa
- Cyclopodia australis
- Cyclopodia bougainvillensis
- Cyclopodia dorsinuda
- Cyclopodia dubia
- Cyclopodia euronoti
- Cyclopodia garrula
- Cyclopodia greeffi
- Cyclopodia greeffii
- Cyclopodia horsfieldi
- Cyclopodia inclita
- Cyclopodia inflatipes
- Cyclopodia ligula
- Cyclopodia longiseta
- Cyclopodia macracantha
- Cyclopodia minor
- Cyclopodia oxycephala
- Cyclopodia pembertoni
- Cyclopodia petersi
- Cyclopodia planipyga
- Cyclopodia ponapensis
- Cyclopodia similis
- Cyclopodia solomonarum
- Cyclopodia sykesii
- Cyclopodia tenuis
- Cyclopodia truncata